# Gouverneur van Curaçao
De gouverneur van Curaçao is de vertegenwoordiger op Curaçao van de Koning der Nederlanden (het staatshoofd van het Koninkrijk der Nederlanden).
De gouverneur heeft twee taken: hij vertegenwoordigt en verdedigt de algemene belangen van het Rijk en is hoofd van de regering van Curaçao. Hij is tevens vertegenwoordiger op Curaçao van het staatshoofd van het Koninkrijk. Als hoofd van de landsregering is de gouverneur onschendbaar. De gouverneur oefent de uitvoerende macht uit met als verantwoordelijken de ministers, die verantwoording moeten afleggen aan de Staten van Curaçao. De gouverneur heeft geen politieke verantwoordelijkheden en maakt geen onderdeel uit van het kabinet. Tijdens de formatie speelt de gouverneur een rol bij het aanwijzen van de formateur. In 2012 leidde dit tot onrust, toen gouverneur Goedgedrag tegen de zin van de zittende (demissionaire) ministers, maar op verzoek van de meerderheid van de Staten, een formateur aanwees om een waarnemend kabinet te vormen.
De gouverneur wordt door het staatshoofd aangewezen voor een periode van zes jaar op voordracht van de bewindspersoon voor koninkrijksrelaties van het Koninkrijk (en tegelijk van het land Nederland). Deze periode kan worden verlengd tot maximaal één termijn. De gouverneur wordt bijgestaan door zijn secretariaat, het kabinet van de gouverneur, en wordt geadviseerd door de Raad van Advies, bestaande uit ten minste 5 leden, aangewezen door de gouverneur.

## Lijst van gouverneurs
Op 10 oktober 2010 werd Curaçao een land binnen het Koninkrijk der Nederlanden. Voor deze datum vertegenwoordigde de gouverneur van de Nederlandse Antillen onder meer Curaçao.
De eerste gouverneur is Frits Goedgedrag, die tevens de laatste gouverneur van de Nederlandse Antillen was voor de opheffing op 10 oktober 2010.
| Van             | Tot           | Naam                       | Bijzonderheden |
| --------------- | ------------- | -------------------------- | -------------- |
| 10 oktober 2010 | november 2012 | Frits Goedgedrag           |                |
| november 2012   | november 2013 | Adèle van der Pluijm-Vrede | waarnemend     |
| november 2013   | heden         | Lucille George-Wout        |                |

## Lijst van waarnemend gouverneurs
Bij koninklijk besluit kunnen een of meerdere waarnemend gouverneurs worden benoemd die de gouverneur vervangen bij ziekte of afwezigheid of hem vervangen na zijn ontslag of overlijden. Benoemd per:
- 10 oktober 2010 - Adèle van der Pluijm-Vrede
- 1 juni 2013 - Nolda Römer-Kenepa
- 1 juni 2019 - Michèle Russel-Capriles[4]